# Filippo Grandi (politico 1792)
Filippo Grandi (Piacenza, 19 settembre 1792 – Piacenza, 20 novembre 1877) è stato un politico, avvocato e giurista italiano.

## Biografia
Nato a Piacenza nel 1792 da Luigi Grandi e Gaetana Biaggi, conseguì la laurea in giurisprudenza all'Università degli Studi di Parma e iniziò la professione forense nella propria città natale, aprendo uno studio legale nel 1818. Esperto giurista, nel 1844 venne nominato professore di procedura civile presso l'Università di Piacenza, rimanendo in cattedra fino alla soppressione dell'ateneo nel 1859.
Nell'aprile 1848 entrò a fare parte del governo provvisorio di Piacenza retto da Pietro Gioja, in qualità di membro della consulta incaricata della redazione di un progetto di legge municipale. In seguito all'annessione di Piacenza, venne eletto deputato nel giugno 1848 per la I legislatura, nel collegio di Monticelli, ma rassegnò le dimissioni nel corso dell'estate e venne sostituito da Giovanni Berchet dopo le elezioni suppletive del 10 ottobre 1848.
Dopo l'unità d'Italia fu consigliere comunale a Piacenza dal settembre 1859 al giugno 1866, consigliere provinciale dal marzo 1860 al 1872, e primo presidente del consiglio provinciale di Piacenza dal 21 marzo 1860 al settembre 1862.
Alle politiche del 1861 venne eletto deputato del Regno d'Italia nel collegio di Piacenza; partecipò alla revisione del codice di procedura civile, dando alle stampe nel 1865 il volume Osservazioni sul nuovo codice di procedura civile. Ricandidadosi alle elezioni del 1865, venne tuttavia sconfitto.
Nel 1868 venne nominato presidente del Collegio Morigi. Morì a Piacenza il 20 novembre 1877.